# Los Encuentros de Pilares
Los Encuentros de Pilares es un caserío peruano ubicado en el distrito de Lancones, perteneciente a la provincia de Sullana del departamento de Piura, al norte del Perú. 

## Ubicación
Los Encuentros de Pilares se ubica al noreste de la provincia de Sullana, en el distrito de Lancones, en el departamento de Piura. Se ubica cerca a la frontera ecuatoriana-peruana.

## Demografía
En 2017 Los Encuentros de Pilares tenía una población de 162 habitantes.
| Gráfica de evolución demográfica de Los Encuentros de Pilares entre 1993 y 2017 |
|                                                                                 |
| Fuentes: Población 1993 y 2017                                                  |